# Uvel'ka
La Uvel'ka (in russo Увелька?) è un fiume della Russia (oblast' di Čeljabinsk) affluente di sinistra dell'Uj.
Il fiume ha origine dal lago Kundravinskoe, nel Čebarkul'skij rajon, e attraversa il territorio di sei distretti; sfocia nel fiume Uj nel territorio della città di Troick, attraversa anche la città di Južnoural'sk. La foce si trova a 214 km lungo la riva sinistra del fiume Uj. Ha una lunghezza di 234 km, l'area del suo bacino è di 5820 km².